# Neuerrichtung katholischer Bistümer in Deutschland 1994/95

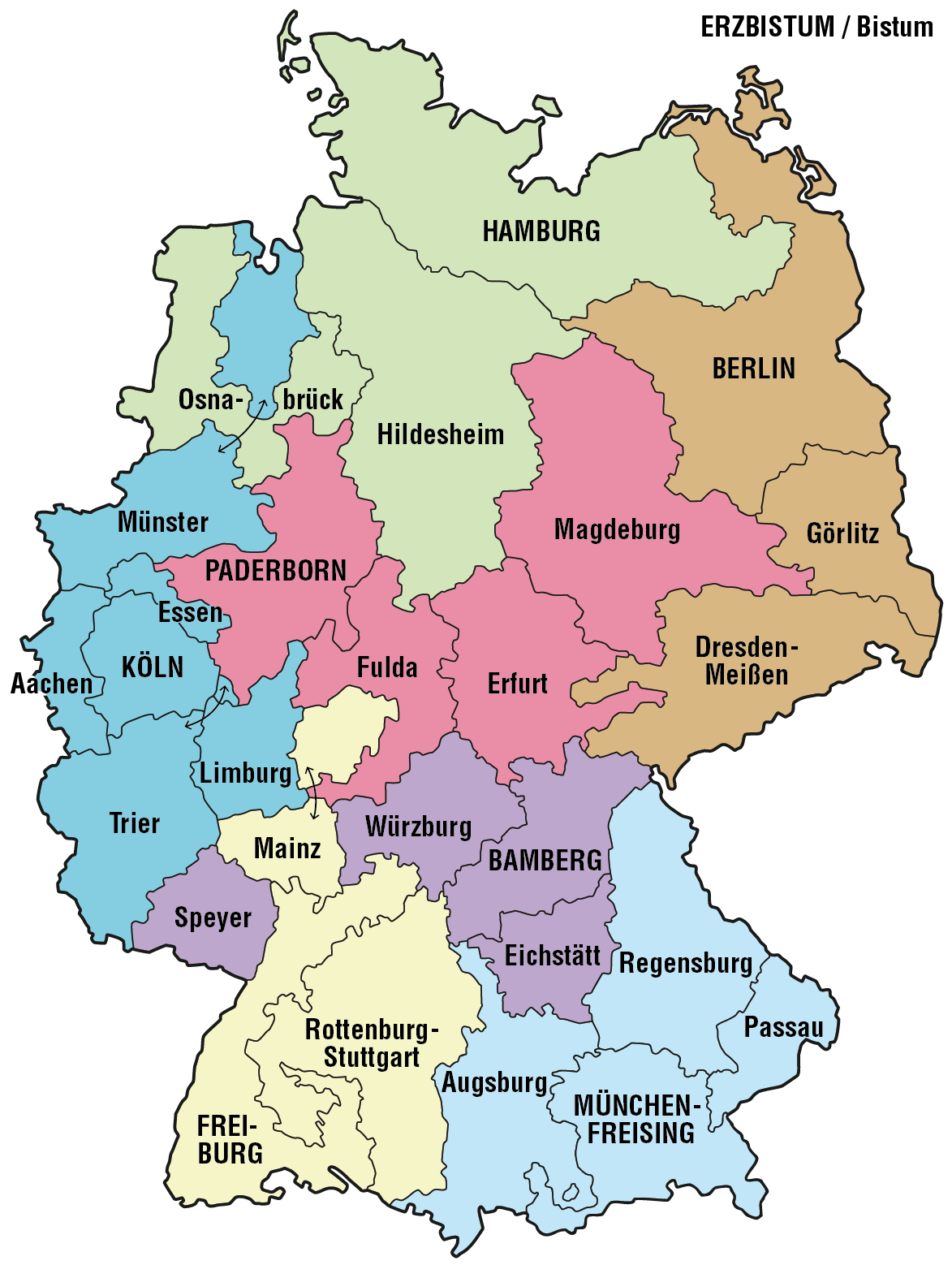
Karte der deutschen Kirchenprovinzen und Bistümer ab 1995

Die Neuerrichtung katholischer Bistümer in Deutschland 1994/95 ist ein Prozess, der kurz nach der Herstellung der Einheit Deutschlands 1990 begonnen hatte. Dies führte 1994 zur Gründung der Bistümer Erfurt, Görlitz und Magdeburg sowie zur Erhebung des Bistums Berlin zum Erzbistum. Am 7. Januar 1995 fand dies den Abschluss in der Gründung des Erzbistums Hamburg und der Errichtung der Kirchenprovinz Hamburg.

## Geschichte
Zahlreiche Gebiete westdeutscher Bistümer (Osnabrück, Paderborn, Fulda und Würzburg) erstreckten sich zu DDR-Zeiten auch in den dortigen Bereich. Hinzu kam mit sechs Kirchen das Bistum Hildesheim. Diese lagen in den heutigen Bistümern Erfurt und Magdeburg sowie die Region Mecklenburg, also Gebiete um Schwerin. Wegen der grenzbedingt schweren Erreichbarkeit durch die Deutsche Teilung wurden daher durch die Römische Kurie im Jahr 1973 in Erfurt, Magdeburg und Schwerin Bischöfliche Ämter eingerichtet. An der Spitze stand ein Apostolischer Administrator, der stets die Bischofsweihe besaß. Sie handelten eigenständig; die formelle Bindung an die bisherigen Bistümer blieb jedoch erhalten. Görlitz war der auf deutschem Gebiet verbliebene Teil des Erzbistums Breslau. Im Jahr 1972 wurde dort gleichfalls eine Apostolische Administratur eingerichtet. Die Bistümer Dresden-Meißen und Berlin waren schon in der 1920er- und 1930er-Jahren errichtet worden. Bis 1990 gab es somit auf DDR-Gebiet zwei Bistümer und vier bistumsähnliche Einrichtungen.
Mit der Deutschen Einheit im Jahre 1990 stellte sich die Frage nach einer Neuordnung der katholischen Bistümer, insbesondere der Gebiete in der früheren DDR. Die Deutsche Bischofskonferenz setzte auf ihrer Frühjahrstagung 1991 eine Kommission ein, um Vorschläge zu Status und Grenzen dieser Bereiche zu erarbeiten. Die erste Sitzung der Kommission fand im April 1991 statt, die ihre Ergebnisse im Frühjahr 1992 der Deutschen Bischofskonferenz vorstellte. Sie sprach die Empfehlung zur Errichtung der neuen Bistümer Magdeburg, Erfurt-Meiningen und Görlitz aus. Auch wurde die Errichtung einer Kirchenprovinz Berlin vorgeschlagen. Das bischöfliche Amt Schwerin in Mecklenburg sollte beim Bistum Osnabrück verbleiben. Dieser Bericht führte beim Heiligen Stuhl zur Anfrage, ob das bischöfliche Amt Schwerin in ein Bistum mit Sitz in Hamburg eingebracht werden kann. Im Herbst 1992 kam seitens der Bischofskonferenz die Empfehlung zur Errichtung eines Bistums in Hamburg. Zu diesem sollen die Bundesländer Hamburg und Schleswig-Holstein sowie der Landesteil Mecklenburg des Bundeslandes Mecklenburg-Vorpommern gehören.
Seitens des Heiligen Stuhls war der Apostolische Nuntius, Erzbischof Lajos Kada, beauftragt. Die Errichtungsurkunden wurden von Papst Johannes Paul II. unterzeichnet.

## Die Errichtungen im Einzelnen
- Am 27. Juni 1994 wurde das Bistum Berlin durch die apostolische Konstitution Certiori christifidelium zum Erzbistum erhoben. Die neue Kirchenprovinz Berlin umfasst die Suffraganbistümer Dresden-Meißen (zuvor exemt) und die Apostolische Administratur Görlitz (anschließend neu zum Bistum erhoben).[4] Der Bischof Georg Sterzinsky wurde zum Erzbischof ernannt.

- Gemäß Vertrag zwischen dem Heiligen Stuhl und dem Land Brandenburg sowie dem Freistaat Sachsen über die Errichtung des Bistums Görlitz vom 4. Mai 1994[5] wurde am 27. Juni 1994 mit der Apostolischen Konstitution Solet usque die Apostolische Administratur Görlitz mit Wirkung zum 8. Juli 1994 zum eigenständigen Bistum erhoben, das dem Erzbistum Berlin als Suffraganbistum zugeordnet wurde.[6] Erster Bischof wurde Rudolf Müller, bisheriger Apostolischer Administrator von Görlitz.

- Nach einem Vertrag zwischen dem Heiligen Stuhl und dem Freistaat Thüringen über die Errichtung des Bistums Erfurt vom 14. Juni 1994[7] wurde das Bischöfliche Amt Erfurt-Meiningen mit Wirkung zum 8. Juli 1994 mit der Apostolischen Konstitution Quo aptius, die auf den 27. Juni 1994 datiert ist, zum Bistum erhoben. Es wurde damit aus den Bistümern Fulda und Würzburg abgetrennt und der Kirchenprovinz Paderborn zugeordnet.[8] Erster Bischof wurde Joachim Wanke, bisheriger Apostolischer Administrator des Bischöflichen Amts Erfurt-Meiningen.

- Gemäß Vertrag zwischen dem Heiligen Stuhl und den Ländern Sachsen-Anhalt, Brandenburg und dem Freistaat Sachsen über die Errichtung des Bistums Magdeburg vom 13. April 1994[9] wurde das Bischöfliche Amt Magdeburg mit der Apostolischen Konstitution Cum gaudio, die auf den 27. Juni 1994 datiert ist, mit Wirkung zum 8. Juli 1994 zum Bistum Magdeburg erhoben. Es wurde vom Erzbistum Paderborn abgetrennt und der Kirchenprovinz Paderborn zugeordnet.[10] Erster Bischof wurde Leo Nowak, bisheriger Apostolischer Administrator des Bischöflichen Amts Magdeburg.

- Nach einem Vertrag zwischen dem Heiligen Stuhl und der Freien und Hansestadt Hamburg, dem Land Mecklenburg-Vorpommern und dem Land Schleswig-Holstein über die Errichtung von Erzbistum und Kirchenprovinz Hamburg vom 22. September 1994[11] wurde das Erzbistum Hamburg mit der Apostolischen Konstitution Omnium Christifidelium vom 24. Oktober 1994 mit Wirkung zum 7. Januar 1995 hauptsächlich aus Teilen des Bistums Osnabrück (mit dem gesamten Bischöflichen Amt Schwerin) sowie kleineren Gebieten des Bistums Hildesheim im Stadtgebiet Hamburg neu errichtet.[12] Der neuen Kirchenprovinz Hamburg wurden das Bistum Osnabrück, das zuvor zur Kirchenprovinz Köln gehörte, und das Bistum Hildesheim, das zuvor zur Kirchenprovinz Paderborn gehörte, zugeordnet. Der bisherige Osnabrücker Bischof Ludwig Averkamp wurde zum Erzbischof ernannt.[1]